# Lugny (Saona i Loara)
Lugny – miejscowość i gmina we Francji, w regionie Burgundia-Franche-Comté, w departamencie Saona i Loara.
Według danych na rok 1990 gminę zamieszkiwało 728 osób, a gęstość zaludnienia wynosiła 52 osoby/km² (wśród 2044 gmin Burgundii Lugny plasuje się na 328. miejscu pod względem liczby ludności, natomiast pod względem powierzchni na miejscu 693.).